# کارکس کاپیتاتا
کارکس کاپیتاتا (نام علمی: Carex capitata) نام یک گونه از سرده جگن است.